# بنکرافت گراردی
بنکرافت گراردی (انگلیسی: Bancroft Gherardi Jr.; ۶ آوریل ۱۸۷۳ – ۱۴ اوت ۱۹۴۱) مهندس برق اهل ایالات متحده آمریکا بود. وی همچنین برندهٔ جوایزی همچون مدال ادیسون انجمن مهندسان برق و الکترونیک شده است.